# Pentadekanol
Pentadekanol je organická sloučenina patřící mezi mastné alkoholy, v čisté podobě bílá pevná látka.
Podobně jako ostatní primární alkoholy s dlouhými řetězci se používá jako přísada do maziv a ve výrobcích jako jsou pleťová mléka. Také jej lze zapojit do ethoxylačních a sulfatačních reakcí, vytvářejících povrchově aktivní látky.

## Vlastnosti
Pentadekanol je stabilní látka. Podobně jako jiné alkoholy s dlouhými řetězci má nízkou toxicitu. Může ale dráždit oči a kůži, a při delším působení vyvolává odtučnění kůže. Při práci s touto látkou se doporučuje ochrana očí a používání ochranných rukavic. Pentadekanol plove na hladině vody a za určitých okolností může hořet; hašení by se mělo provádět oxidem uhličitým, pěnovým, nebo pískovým hasicím přístrojem.
Vyšší primární alkoholy (C9–C17) jsou „snadno biologicky rozložitelné“. Nevykazují žíravost u oceli ani polymerů, jako jsou polytetrafluorethylen, vysokohustotní polyethylen, polypropylen a butylový kaučuk; k jeho skladování ale nelze použít nádoby z EPDM.
Oproti jiným 1-alkanolům, například nonanolu, undekanolu a tridekanolu, má pentadekanol nižší rozpustnost v superkritickém oxidu uhličitém.
Při ochlazování kapaliny pentadekanol (za teploty 316,3 K) vytváří krystalickou látku označovanou jako α-forma, ve které mohou molekuly rotovat kolem svých dlouhých os. Přestože u jiných vyšších alkoholů další ochlazování vede k přechodu do γ-formy (s řetězci odkloněnými od základní roviny) nebo β-formy (se svislými řetězci), tak pentadekanol vytvářím při 311,5 K, výhradně β-formu. Diferenciální tepelnou analýzou za 300–370 K a tlaků až 250 MPa bylo zjištěno, že několik stupňů pod teplotou tání přechází pentadekanol z krystalické β-formy do rotační α-formy. Tato zjištění byla potvrzena dielektrickou spektroskopií. Pentadekanol nemá trojný bod.

## Výroba
Pentadekan-1-ol se vyrábí s využitím hydroformylace alkenů vytvořených z ethenu.
Bylo zjištěno (pomocí chromatografie na tenké vrstvě a plynové chromatografie s hmotnostní spektrometrií), že malá množství pentadekanolu se přirozeně vyskytují v listech rostliny Solena amplexicaulis. V roce 2008 byla popsána syntéza pachastrisaminu (cytotoxického lipidu nacházejícího se v mořských houbách) využívající jako výchozí materiál pentadekan-1-ol.
U dvou kvasinek rodu Candida byla popsána oxidace koncových uhlíkových atomů pentadekan u za vzniku pentadekanolu a kyseliny pentadekanové.

## Využití
V roce 1981 byly prozkoumány aktivity různých mastných alkoholů jako substrátů alkyl-DHAPsyntáz v reakcích acylovaných derivátů dihydroxyacetonfosfátu u buněk Ehrlichových karcinomů. Předmětem výzkumu byla specificita mikrozomálních alkyl-DHAPsyntíz vůči různým alkoholům; pentadekanol vykazoval aktivitu přibližně 0,2 mol/min/mg proteinu.
V roce 1994 byl pentadekanol zkoumán jako možný lék na akné. Již bylo známo, že primární alkoholy účinkují proti grampozitivním bakteriím, ale také, že volné mastné kyseliny a alkoholy o C8 a C14 dráždí kůži. Protože tento účinek u C15 vymizel, tak bylo proti Propionibacterium acnes zkoumáno několik vyšších alkoholů; pentadekan-1-ol měl minimální inhibiční koncentraci 0,78 μg/ml a minimální baktericidní koncentraci 1,56 μg/ml.
Roku 1995 byl zopakován experiment s 0,78 μg/ml proti P. acnes a zjistilo se, že nejnižší minimální inhibiční koncentraci ze všech primárních alkoholů od C6 do C20 má pentadekanol. Pentadekanol má vůči Brevibacterium ammoniagenes minimální inhibiční koncentraci 6,25 μg/ml, a více než 800 μg/ml (prakticky žádný účinek) proti dermatomykotickým kvasinkám Pityrosporum ovale. Společně s hexadekanolem vykazuje selektivní antimikrobiální účinky vůči P. acnes, aniž by působil na ostatní grampozitivní bakterie (čímž se liší od jiných alkoholů, například dodekanolu, který je účinnů vůči všem grampozitivním bakteriím).
Ve výpočetní studii z roku 2018 bylo zkoumáno možné využití primárních alkoholů proti Mycobacterium tuberculosis. Součástí bylo určování změn Gibbsovy energie (∆G) molekulárního dokování alkoholů C1 (methanol) až C15 (pentadekanol) jako ligandů receptorů InhA, MabA, a PanK. S rostoucí délkou řetězce se zvyšovala vazebná energie mezi ligandem a receptorem; pentadekanol, mající nejdelší řetězec ze zkoumaných alkoholů, měl odhadnutou ∆G -21 kJ/mol u InhA, -21 kJ/mol u MabA, a −23 kJ/mol u PanK; tyto energie byly porovnány s triklosanem (který má ∆G −27 kJ/mol, −28 kJ/mol a −29 kJ/mol. Pentadekanol byl shledán využitelným jako antimykobakteriální léčivo a navržen jako „vzor“ pro další výzkum.
Fluorované deriváty pentadekan-1-olu lze použít jako amfifilní látky usnadňující adsorpci plicního surfaktantu dipalmitoylfosfatidylcholinu (DPPC). DPPC má špatnou adsorpci; fluorované amfifily se lépe přichycují k povrchům, ale dochází u nich k bioakumulaci v těle i v životním prostředí. V roce 2018 proběhl výzkum několikačástečně fluorovaných pentadekan-1-olů s DPPC v Langmuirově monovrstvě. Použitými molekulami byly F4H11OH, F6H9OH, a F8H7OH; s růstem míry fluorace se zvyšovala i hydrofobicita.